# Список знаменосцев Объединённой команды
Это список знаменосцев, которые представляли Объединённую команду на Олимпийских играх.
Знаменосцы несут национальный флаг своей страны на церемонии открытия Олимпийских игр.
| # | Год, Место        | Сезон | Имя Фамилия       | Вид спорта |
| - | ----------------- | ----- | ----------------- | ---------- |
| 1 | 1992, Альбервилль | Зима  | Валерий Медведцев | Биатлон    |
| 2 | 1992, Барселона   | Лето  | Александр Карелин | Борьба     |